# Élodie Thomis
Élodie Thomis (Colombes, 13 augustus 1986) is een voetbalspeelster uit Frankrijk.
Ze speelde haar hele carrière voor Olympique Lyonnais. Met deze club behaalde ze vijf maal de UEFA Women's Champions League, en werd ze eenmaal tweede in 2013. Van 2007 tot 2018 werd ze met Lyonnais alle seizoenen kampioen van Frankrijk, en won ze zeven maal de Franse beker. In 2017 won ze ook de SheBelieves Cup.
Op 13 mei 2018 speelde ze haar laatste wedstrijd.
In 2012 kwam Thomis met het Frans vrouwenelftal uit op de Olympische Zomerspelen van Londen, waar Frankrijk vierde werd. Op de Zomerspelen in 2016 in Rio de Janeiro werd Thomis zesde met het Frans nationaal vrouwenelftal.

## Statistieken
| Seizoen | Club               | Land      | Competitie | Wedstrijden | Doelpunten |
| ------- | ------------------ | --------- | ---------- | ----------- | ---------- |
| 2008/09 | Olympique Lyonnais | Frankrijk | FD1        |             | 12         |
| 2009/10 | Olympique Lyonnais | Frankrijk | FD1        | 16          | 10         |
| 2010/11 | Olympique Lyonnais | Frankrijk | FD1        | 14          | 7          |
| 2011/12 | Olympique Lyonnais | Frankrijk | FD1        | 21          | 15         |
| 2012/13 | Olympique Lyonnais | Frankrijk | FD1        | 16          | 12         |
| 2013/14 | Olympique Lyonnais | Frankrijk | FD1        | 20          | 3          |
| 2014/15 | Olympique Lyonnais | Frankrijk | FD1        | 15          | 4          |
| 2015/16 | Olympique Lyonnais | Frankrijk | FD1        | 15          | 2          |
| 2016/17 | Olympique Lyonnais | Frankrijk | FD1        | 9           | 0          |
| 2017/18 | Olympique Lyonnais | Frankrijk | FD1        | 9           | 0          |
| Totaal  | Totaal             | Totaal    | Totaal     | --          | --         |

Laatste update: juni 2021

## Interlands
Thomis speelde op 6 juni 2005 haar eerste wedstrijd voor het Frans vrouwenelftal tegen Italië, en werd in totaal 141 maal opgesteld.
In 2009 en 2013 kwam ze tot de kwartfinale van de Europese kampioenschappen.